# Beloiannisz (település)
Beloiannisz (görögül: Μπελογιάννης [Belojánisz], 1952 előtt: Görögfalu) görög nemzetiségi község Fejér vármegye Dunaújvárosi járásában. 454 hektáros kiterjedésével a vármegye második legkisebb közigazgatási területű települése. A polgárháború után Görögországot elhagyó kommunista görög menekültek alapították 1950-ben, és Nikosz Beloianniszról kapta a nevét. A helynek jelenleg bő 1000 lakosa van, a hellenizmus magyarországi központjának számít.
[pontosabban?]

## Közlekedés
Beloiannisz határában működik a Budapest–Pusztaszabolcs-vasútvonalon lévő Iváncsa megállóhely, ahonnan elővárosi vonatokkal jól megközelíthető Budapest és Dunaújváros egyaránt, de pusztaszabolcsi csatlakozással háromnegyed óra alatt elérhető a vármegyeszékhely, Székesfehérvár is.
Közúton a település csak az Iváncsa–Pusztaszabolcs közti 6205-ös útból kiágazó, egy kilométer hosszú, 62 108-as számú bekötőúton érhető el. A Besnyő felől Dunaújvárosba tartó autóbuszok nagy része érinti a települést, ám a közúti tömegközlekedés jelentősége a vasútéhoz képest elenyésző.

## Története

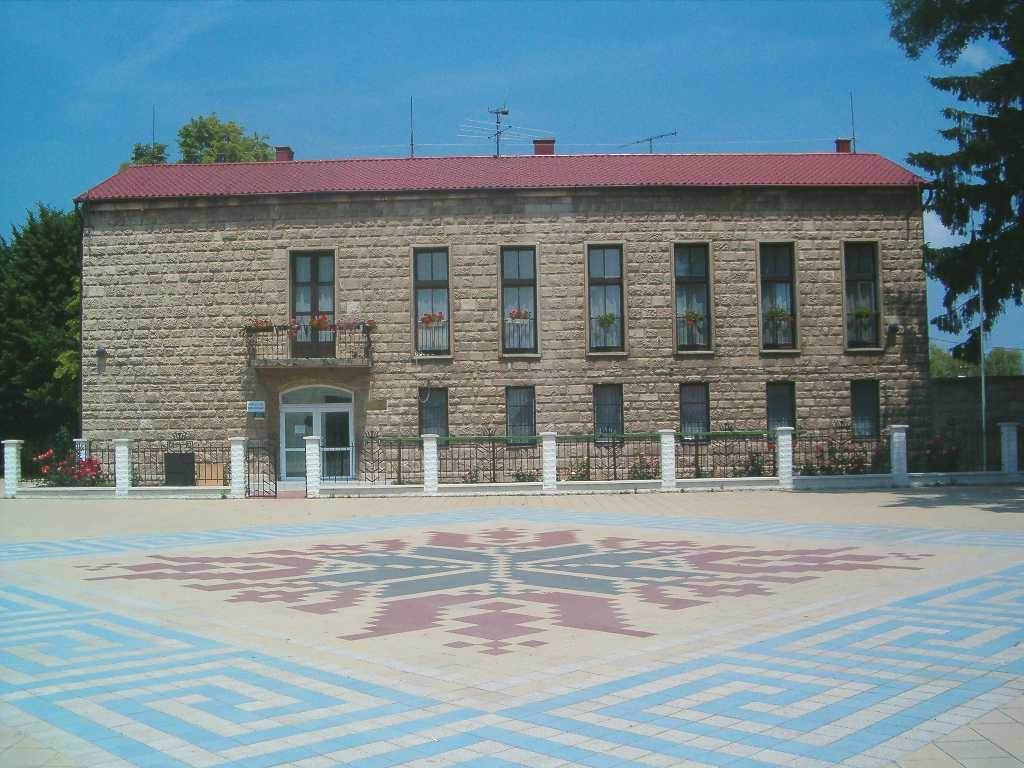
A községi könyvtár a falu főterén

Beloiannisz Fejér vármegye egyik legfiatalabb települése. Az 1950-es évekig a szomszédos Iváncsa szántóföldjei voltak a helyén. 1950. május 6-án indult meg a település tervezése és építése a görög polgárháborúból Magyarországra menekülők számára. A körülbelül 400 görög családot még ebben az évben ideiglenesen a budapesti Kőbányai út–Hungária körút sarkán található Kőbányai Dohánygyár fő- és raktárépületében helyezték el, ahol önálló óvodát, iskolát, postát, élelmiszerboltot létesítettek a számukra, amíg településük el nem készült. 
Az építkezés rohamléptekben, önkéntes munkában folyt. Rövid idő alatt 418 nagyrészt sorházi (kisebb számban családi házas) lakás, óvoda, iskola, könyvtár, kultúrház, orvosi rendelő és tanácsház épült fel Görögfalván. 1951-ben munkalehetőségként megalakult a Háziipari Szövetkezet, 1952-ben pedig a Béke Mezőgazdasági Termelőszövetkezet, amely azonban a falu szántóföldjeinek kis mérete miatt csak kevés embert tudott foglalkoztatni. 1952. április 3-án Nikosz Beloiannisz, a görög kommunista mozgalom jelentős alakjának nevét vette fel az ekkor 1850 fős település.
Először 1954-ben, majd később több hullámban nagy számban települtek vissza az itt lakók Görögországba, de többségében – főleg a fiatalabbak – Magyarországon maradtak, ahol nyelvileg és szokásokban nagyrészt alkalmazkodtak a magyar környezethez, miközben még mindig ápolják a görög hagyományokat is. 1996-ban ortodox templom is épült a településen. A községben a helyi Pyrgos Egyesület szervezésében görög néptánccsoport és zenekar is működik.
1998-ban a magyar és a görög köztársasági elnök, Göncz Árpád és Konsztantinosz Sztefanopulosz együtt tett látogatást a településen.

## Közélete

### Polgármesterei
- 1990–1994: Vlahopulosz Ziszisz (független)[10]
- 1994–1998: Vlahopulosz Ziszisz (független)[11]
- 1998–2002: Rizojannisz Kosztasz (független)[12]
- 2002–2006: Rizojanisz Kosztasz (független)[13]
- 2006–2010: Rizojanisz Kosztasz (független)[14]
- 2010–2014: Papalexisz Kosztasz (független)[15]
- 2014–2019: Papalexisz Kosztasz (független)[16]
- 2019–2024: Papalexisz Kosztasz (független)[17]
- 2024– : Papalexisz Kosztasz (független)[1]

## Lakosság
Mára a lakosságnak csupán töredék része dolgozik helyben, többségük más településeken (főleg Százhalombatta, Dunaújváros, Székesfehérvár) talált munkát. Ez a tény alapvetően hatással van a nemzetiségi létre is, mivel gyorsítja az asszimilációt. A görög nemzetiségi öntudat kialakítása és fejlesztése érdekében egyre több hagyományőrző csoport alakult a mára már magyar nyelvű településen.
Egyre súlyosabban érinti a települést az elvándorlás is, amely egyrészt a nemzetiségi kötelékek lazulásával, másrészt a távoli munkalehetőségekkel magyarázható.
A település népességének változása:
| Lakosok száma | 1049 | 1033 | 1029 | 1063 | 1064 | 1004 | 997  | 979  |
|               | 2013 | 2014 | 2015 | 2019 | 2021 | 2022 | 2023 | 2024 |

A 2011-es népszámlálás során a lakosok 86%-a magyarnak, 27,4% görögnek, 0,2% bolgárnak, 0,5% cigánynak, 1% németnek, 0,2% románnak, 0,2% szlováknak mondta magát (12,7% nem nyilatkozott; a kettős identitások miatt a végösszeg nagyobb lehet 100%-nál). A vallási megoszlás a következő volt: római katolikus 16,9%, református 4,6%, evangélikus 0,1%, görögkatolikus 0,3%, egyéb felekezet (elsősorban görög ortodox) 14,5%, felekezeten kívüli 23,5% (40% nem nyilatkozott).
2022-ben a lakosság 87,6%-a vallotta magát magyarnak, 22,4% görögnek, 0,5% cigánynak, 0,4% németnek, 0,2% ukránnak, 0,1-0,1% lengyelnek, bolgárnak és szlováknak, 5,3% egyéb, nem hazai nemzetiségűnek (10,9% nem nyilatkozott; a kettős identitások miatt a végösszeg nagyobb lehet 100%-nál). Vallásuk szerint 11% volt római katolikus, 10,7% ortodox, 4,4% református, 0,7% evangélikus, 0,6% görög katolikus, 0,2% egyéb keresztény, 0,5% egyéb katolikus, 28,9% felekezeten kívüli (43% nem válaszolt).

### Képek az ortodox templomról

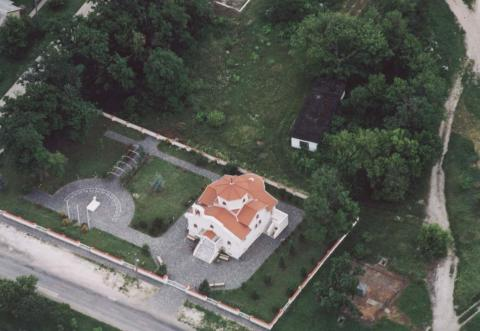
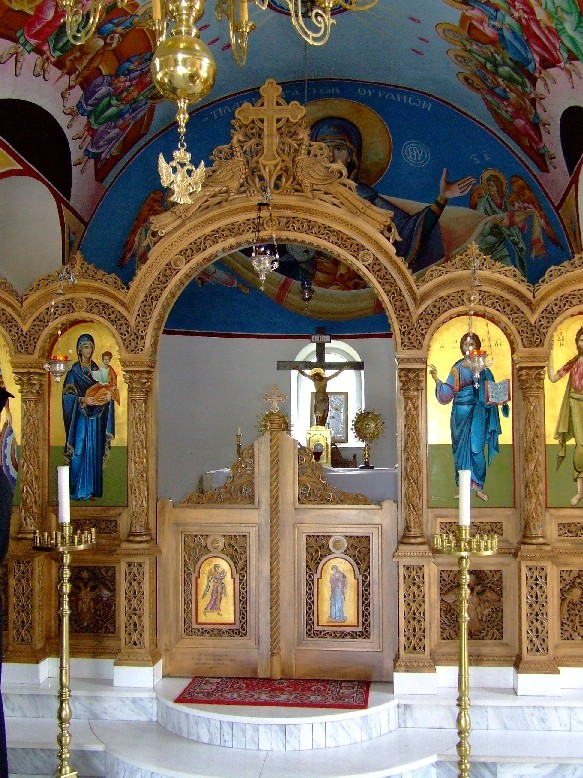
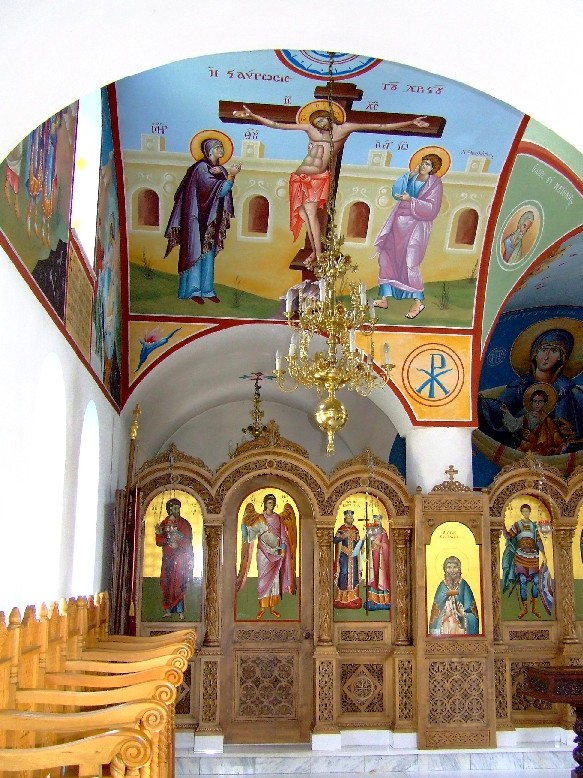

## Nevezetességei
- Görög ortodox templom (1996)
- Községi könyvtár és a falu főtere